# Harakiri (Album)
Harakiri ist das dritte Studioalbum von Serj Tankian. Es erschien am 10. Juli 2012 bei Reprise Records.

## Entstehung
Harakiri ist das erste von vier in der nahen Zukunft geplanten Alben, wie er auf seiner Webseite ankündigte. Es wurde 2011/12 in den Serjical Strike Studios in Los Angeles aufgenommen. Das Album behandelt u. a. die Idee eines Selbstmords bei Tieren. Tankian beschrieb das Album als die schnellste Punk-Rock-Platte, die er seit den Tagen von System of a Down geschrieben habe.

## Titelliste
Die Musik wurde hauptsächlich von Serj Tankian geschrieben.
1. Cornucopia – 4:28
2. Figure It Out – 2:52
3. Ching Chime – 4:05
4. Butterfly – 4:10
5. Harakiri – 4:19
6. Occupied Tears – 4:21
7. Deafening Silence – 4:16
8. Forget Me Knot – 4:26
9. Reality TV – 4:09
10. Uneducated Democracy – 3:59
11. Weave On – 4:07 (Serj Tankian, Steven Sater)

Japan-Bonustitel
1. Revolver – 2:31

Bonustitel der Deluxe-Edition
1. Revolver – 2:31
2. Tyrant's Gratitude – 2:38 (Serj Tankian, Steven Sater)